# 우딴섬

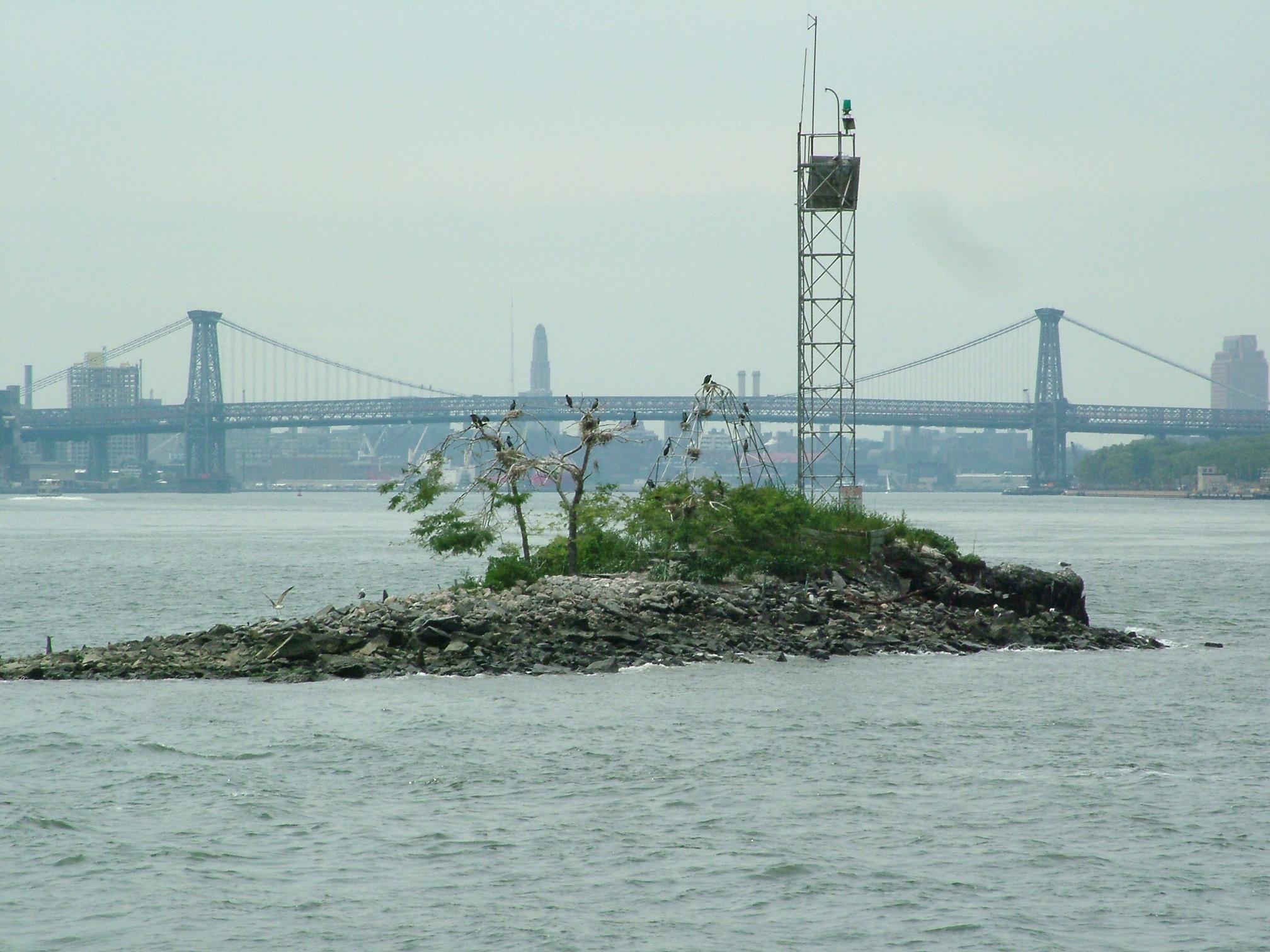
북쪽에서 바라본 우딴섬으로, 뒤에 윌리엄스버그 다리가 보인다.

우딴섬(영어: U Thant Island) 또는 벨몬트섬(Belmont Island)은 뉴욕 맨해튼에서 작은 인공섬이다. 이 섬은 면적 30 × 61m으로, 이스트강의 루스벨트섬 남쪽에 위치하고 있다.
이 섬은 뉴욕 공원 휴양국이 관리하고 있으며, 쇠가마우지 등 철새를 위한 자연 보호 구역이다. 일반인의 출입은 금지되어 있다. 주변의 암초는 줄농어 낚시의 명소가 되었다.